# Aller jamais retour
Pour plus de détails, voir Fiche technique et Distribution.
Aller jamais retour (Bildnis einer Trinkerin) est un film allemand réalisé par Ulrike Ottinger, sorti en 1979.

## Synopsis
Une femme riche et élégante part à Berlin pour se noyer dans l'alcool. Elle fait la rencontre d'une autre buveuse, avec qui elle partage son lit et son bain. Toutes deux se perdent davantage dans les excès.

## Fiche technique
- Titre : Aller jamais retour
- Titre original : Bildnis einer Trinkerin
- Titre anglais : Ticket of No Return
- Réalisation : Ulrike Ottinger
- Scénario : Ulrike Ottinger
- Photographie : Ulrike Ottinger
- Musique : Peer Raben
- Montage : Ila von Hasperg
- Costumes : Tabea Blumenschein
- Production : Autorenfilm-Produktionsgemeinschaft, Zweites Deutsches Fernsehen
- Pays d’origine :  Allemagne de l'Ouest
- Langue : allemand
- Durée : 107 min
- Date de sortie :
  - Allemagne de l'Ouest : 27 octobre 1979

## Distribution
- Tabea Blumenschein : Elle
- Christine Lutze : la buveuse au zoo
- Magdalena Montezuma : Soziale Frage
- Orpha Termin : Exakte Statistik
- Monika von Cube :Gesunder Menschenverstand
- Nina Hagen : une invitée
- Kurt Raab : un invité
- Volker Spengler : un invité
- Günter Meisner : un invité
- Martin Kippenberger : le responsable administratif
- Eddie Constantine
- Wolf Vostell
- Mercedes Vostell

## Distinctions
Le film est présenté à la Semaine de la critique lors du Festival de Cannes 1980.